# Podium (tijdschrift)
Podium was een Nederlands literair tijdschrift dat bestond van 1944 tot 1969. Vooral in de jaren 1950 was Podium een vooraanstaand tijdschrift, gericht op experimentele kunst. Tijdschrifthistoricus Piet Calis beschouwt het als een van de vijf belangrijkste tijdschriften voor de ontwikkeling van de literatuur in de jaren na de oorlog.
Een gelijknamig literair tijdschrift heeft korte tijd in Vlaanderen bestaan onder redactie van Frank Meyland, Anton van Wilderode, Gerard van Elden, August Vanistendael, Hubert van Herreweghen en Jos De Haes. De grondslag voor dit tijdschrift met voornamelijk neo-classicistische poëzie werd in 1942 gelegd in Gent en met publicaties in 1943-44. Na ontbinding publiceerden enkele van de betrokken dichters in Poëziespiegel.

## Geschiedenis
Het werd in 1944 in de illegaliteit in Leeuwarden opgericht door Gerrit Meinsma, Corrie van der Noord en Wim Hijmans. De bedoeling was met de opbrengst een hulpfonds te vormen voor ondergedoken verzetsstrijders in de Tweede Wereldoorlog. Omdat Meinsma en Hijmans al snel zelf moesten onderduiken, verschenen er slechts twee nummers, geheel gevuld met poëzie. Pas na de bevrijding kon het blad worden voortgezet. De dichter Pieter Kalma en de theoloog Fokke Sierksma traden toen tot de redactie toe.
In de periode direct na de oorlog verschenen meer dan twintig nieuwe tijdschriften. Piet Calis beschouwt Podium als een van de vijf belangrijkste tijdschriften voor de ontwikkeling van de literatuur meteen na de oorlog. De andere vier zijn: Columbus, Proloog, Het Woord en Criterium.
Podium verscheen legaal bij uitgeverij Van Gorcum te Assen en ontwikkelde zich van een verzetsorgaan voor jonge Friese dichters tot een landelijk tijdschrift voor poëzie en essayistiek. In 1947 voegde het in 1945 opgerichte Columbus zich na lange besprekingen bij Podium.
De oorspronkelijke redacteuren verlieten het blad al snel, zodat Sierksma, Kalma en Peter Verhoeff het voor het zeggen kregen. Het voortbestaan was echter geen gegeven en 1950 was een moeizaam jaar. In 1951 volgde echter het doorbraaknummer. Tot dan toe was de experimentele kunst aan het tijdschrift voorbijgegaan, maar in dit nummer stonden werken van Lucebert, Hugo Claus, Remco Campert, Gerrit Kouwenaar, Simon Vinkenoog, Hans Andreus en Sybren Polet die bekend zouden worden als de Vijftigers. Hoewel tussen Claus en Campert juist De lange broek als mijlpaal in de cultuur van Willem Frederik Hermans stond waarin hij zich afzette tegen de experimentelen en hun intolerante houding, werd Podium daarna vooral het orgaan van die experimentelen.
Naast de genoemde auteurs, droegen vele vooraanstaande literatoren bij aan Podium, onder wie Gerrit Achterberg, Louis Paul Boon, Jan G. Elburg, Gust Gils, Jaap Harten, Jan Willem Holsbergen, Paul Rodenko, Simon Vestdijk en Anne Wadman.
Vooral de bijdragen van Lucebert zorgden in de jaren 1950 voor een bloeiperiode, waarin Podium in het centrum van de literaire belangstelling stond. In 1953 kwam het tot een kortstondige fusie met het Vlaamse Tijd en Mens waarbij de beide redacties bleven bestaan, maar na twee nummers kwam er door financiële problemen al een einde aan de fusie van de twee experimentele tijdschriften. In de jaren 1960 begon de aandacht weg te ebben. Podium verloor zijn leidende positie en daarmee ook de meerderheid van zijn lezerskring. In 1969 verscheen het laatste nummer.